# Iseói-tó
Az Iseói-tó (olaszul Lago d'Iseo, lombardul Lach d'Izé) észak-Olaszországban, Lombardia régióban, Bergamo  és Brescia megyék között helyezkedik el. A 65,3 km² nagyságú és 251 m maximális mélységgel rendelkező tavat az Oglio folyó vize táplálja. A tavon fekszik a Monte Isola nevű sziget, mely 4,5 km²-es területével Olaszország legnagyobb, 600 méteres magasságával pedig egyben Európa legmagasabb természetes tavi szigete.
A tó májustól szeptemberig a turisták kedvelt célpontja. A tóban rengeteg a pisztráng és a csuka, a tóparton pedig olívaolajat készítenek. Monte Isola szigetén körülbelül 1770-en élnek, a szigeten gesztenyefák, szőlő- és olajfaültetvények vannak. Jelentős kirándulóturizmusa van. A tópart jelentősebb városai Iseo (turisztikai központ), Sarnico (sportközépont), Lovere (acélgyártás) és Pisogne (fa- és festékipar).
Pisognéból észak felé a Camonica-völgyön át vezet az út. A völgy a bronzkorban itt élő camuni törzsről kapta a nevét, melynek életét a sziklafalba vájt rajzok örökítették meg.
Az Iseo-tótól délre fekszik Franciacorta dombvidék, mely szőlészeteiről híres. Bresciától az Iseo-tóig húzódik a 80 km hosszú Strada del Vino Franciacorta borút.

## Fordítás
Ez a szócikk részben vagy egészben  a   Lago d'Iseo című olasz Wikipédia-szócikk fordításán alapul.  Az eredeti cikk szerkesztőit annak laptörténete sorolja fel. Ez a jelzés csupán a megfogalmazás eredetét és a szerzői jogokat jelzi, nem szolgál a cikkben szereplő információk forrásmegjelöléseként.